# Tanybyrsa cumberi
Tanybyrsa cumberi är en insektsart som beskrevs av Drake 1959. Tanybyrsa cumberi ingår i släktet Tanybyrsa och familjen nätskinnbaggar. Inga underarter finns listade i Catalogue of Life.